# Kirara
Kirara (きらら) est un manga de Toshiki Yui. Il comporte 6 volumes sortis au Japon de 1993 à 1997, tous traduits en français chez Panini Comics.
Il a été adapté en OAV par le réalisateur Kiyoshi Murayama.

## Synopsis
Kirara est une jeune femme qui se rend en voiture à son mariage. Comme elle est en retard, elle roule vite et meurt dans un accident. Mais sans comprendre pourquoi, elle se retrouve transportée dans le passé, huit ans en arrière, sous la forme d'un fantôme. C'est là qu'elle va retrouver Kompei, son fiancé encore étudiant et la Kirara du passé, qui ne sort pas encore avec Kompei. Elle a gardé son apparence mais se déplace dans les airs et traverse les murs, de préférence en petite tenue. Elle n'accepte pas d'être séparée de Kompei et cherche à le garder pour elle, au détriment de la Kirara de cette époque.